# Шеф-дю-Пон
Шеф-дю-Пон (фр. Chef-du-Pont) — колишній муніципалітет у Франції, у регіоні Нормандія, департамент Манш. Населення — 723 осіб (2011).
Муніципалітет був розташований на відстані близько 280 км на захід від Парижа, 75 км на захід від Кана, 36 км на північний захід від Сен-Ло.

## Історія
До 2015 року муніципалітет перебував у складі регіону Нижня Нормандія. Від 1 січня 2016 року належав до нового об'єднаного регіону Нормандія.
1 січня 2016 року Шеф-дю-Пон, Безвіль-о-Плен, Екокнеовіль i Фукарвіль було приєднано до муніципалітету Сент-Мер-Егліз.

## Демографія
Динаміка населення (INSEE ):
Розподіл населення за віком та статтю (2006):
| Стать | Всього | До 15 років | 15-24 | 25-44 | 45-64 | 65-85 | Понад 85 |
| --- | ------ | ----------- | ----- | ----- | ----- | ----- | -------- |
| Чоловіки | 400    | 84          | 52    | 104   | 100   | 60    | 0        |
| Жінки | 352    | 64          | 32    | 88    | 92    | 76    | 0        |
| \| Статево-вікова піраміда \| Статево-вікова піраміда \| Статево-вікова піраміда \| \| ----------------------- \| ----------------------- \| ----------------------- \| \| Чоловіки \| Вік \| Жінки \| \| 0 \| 85 + \| 0 \| \| 8 \| 80-84 \| 12 \| \| 20 \| 75-79 \| 28 \| \| 16 \| 70-74 \| 24 \| \| 16 \| 65-69 \| 12 \| \| 8 \| 60-64 \| 24 \| \| 20 \| 55-59 \| 16 \| \| 36 \| 50-54 \| 28 \| \| 36 \| 45-49 \| 24 \| \| 32 \| 40-44 \| 20 \| \| 20 \| 35-39 \| 28 \| \| 32 \| 30-34 \| 20 \| \| 20 \| 25-29 \| 20 \| \| 20 \| 20-24 \| 24 \| \| 32 \| 15-20 \| 8 \| \| 32 \| 10-14 \| 16 \| \| 20 \| 5-9 \| 20 \| \| 32 \| 0-4 \| 28 \| |        |             |       |       |       |       |          |
| Статево-вікова піраміда |        |             |       |       |       |       |          |
| Чоловіки | Вік    | Жінки       |       |       |       |       |          |
| 0 | 85 +   | 0           |       |       |       |       |          |
| 8 | 80-84  | 12          |       |       |       |       |          |
| 20 | 75-79  | 28          |       |       |       |       |          |
| 16 | 70-74  | 24          |       |       |       |       |          |
| 16 | 65-69  | 12          |       |       |       |       |          |
| 8 | 60-64  | 24          |       |       |       |       |          |
| 20 | 55-59  | 16          |       |       |       |       |          |
| 36 | 50-54  | 28          |       |       |       |       |          |
| 36 | 45-49  | 24          |       |       |       |       |          |
| 32 | 40-44  | 20          |       |       |       |       |          |
| 20 | 35-39  | 28          |       |       |       |       |          |
| 32 | 30-34  | 20          |       |       |       |       |          |
| 20 | 25-29  | 20          |       |       |       |       |          |
| 20 | 20-24  | 24          |       |       |       |       |          |
| 32 | 15-20  | 8           |       |       |       |       |          |
| 32 | 10-14  | 16          |       |       |       |       |          |
| 20 | 5-9    | 20          |       |       |       |       |          |
| 32 | 0-4    | 28          |       |       |       |       |          |

## Економіка
2010 року серед 451 особи працездатного віку (15—64 років) 338 були активними, 113 — неактивними (показник активності 74,9%, у 1999 році було 68,6%). З 338 активних мешканців працювали 293 особи (162 чоловіки та 131 жінка), безробітними було 45 (19 чоловіків та 26 жінок). Серед 113 неактивних 33 особи були учнями чи студентами, 49 — пенсіонерами, 31 була неактивною з інших причин.

У 2010 році в муніципалітеті числилось 333 оподатковані домогосподарства, у яких проживали 727,0 особи, медіана доходів виносила 15 739 євро на одного особоспоживача